# 帰ってほしいの (アルバム)
『帰ってほしいの』（かえってほしいの、原題：Diana Ross Presents The Jackson 5）は、ジャクソン5が1969年に発表したファースト・アルバム。

## 解説
「ノーバディ」「帰ってほしいの」の2曲は、ベリー・ゴーディ・ジュニアを中心としたプロデューサー・チームであるザ・コーポレーションが、ジャクソン5のために書き下ろした曲である。他はカヴァー曲で、フォー・トップス、スティーヴィー・ワンダー、ミラクルズ、マーヴィン・ゲイ、テンプテーションズといった同じモータウン所属のアーティストの曲や、スライ&ザ・ファミリー・ストーンやP-Funkの曲も含まれている。
アルバムの原題は、当時のモータウンが宣伝戦略として、ジャクソン5を「ダイアナ・ロスが発掘したグループ」として売り出していたことと関係している。ただし、グループを実際に発掘したのは、ロスではなくグラディス・ナイトとボビー・テイラーであることが、後に判明した。本作収録曲の大半をプロデュースしたボビー・テイラーは、シカゴのリーガル・シアターでジャクソン5と10日間一緒に仕事をした後、グループをデトロイトに連れて行って、モータウンのオーディションの準備をさせたという。
先行シングル「帰ってほしいの」の大ヒットもあって、母国アメリカでは、『ビルボード』誌のR&Bチャートで1位を獲得し、総合チャートのBillboard 200では5位に達した。
また、「Stand!」はジャクソン5のインディアナへの凱旋公演において、最初の一曲目としてパフォーマンスする様子が映像に撮られた。
2001年には、次作『ABC』（1970年）の全12曲と、本作のためのレコーディング・セッションで録音された「オー・アイヴ・ビーン・ブレスト」を追加した合計25曲入りのアルバム『Diana Ross Presents The Jackson 5 / ABC』として再発された。

## 収録曲
Side 1
1. ジッパ・ディー・ドゥー・ダー - "Zip-a-Dee-Doo-Dah" (Ray Gilbert, Allie Wrubel) - 3:13
2. ノーバディ - "Nobody" (The Corporation) - 2:49
3. 帰ってほしいの - "I Want You Back" (The Corporation) - 2:59
4. キャン・ユー・リメンバー - "Can You Remember" (Thom Bell, William Hart) - 3:06
5. シャドウズ・オブ・ラヴ - "Standing in the Shadows of Love" (Holland-Dozier-Holland) - 4:01
6. ユーヴ・チェンジド - "You've Changed" (Gordon Keith) - 3:12

Side 2
1. マイ・シェリー・アモール - "My Cherie Amour" (Stevie Wonder, Sylvia Moy, Hank Cosby) - 3:40
2. フーズ・ラヴィン・ユー - "Who's Lovin' You" (Smokey Robinson) - 4:01
3. チェインド - "Chained" (Frank Wilson) - 2:50
4. アイム・ルージング・ユー - "(I Know) I'm Losing You" (Norman Whitfield, Eddie Holland, Cornelius Grant) - 2:13
5. スタンド! - "Stand!" (Sylvester Stewart) - 2:34
6. ボーン・トゥ・ラヴ・ユー - "Born to Love You" (Ivy Jo Hunter, William "Mickey" Stevenson) - 2:27